# Tòtila

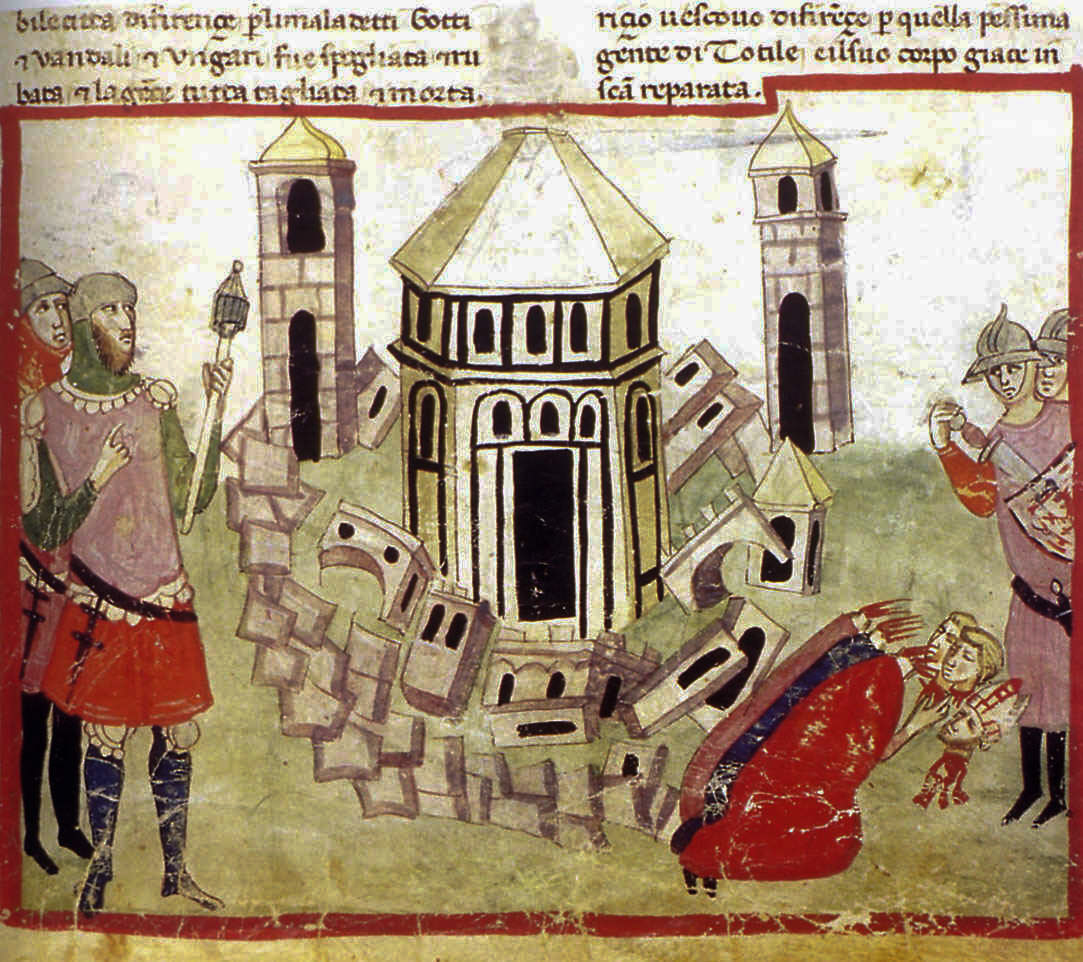
Tòtila enderrocant les muralles de Florència

Tòtila va ser rei dels Ostrogots (541-552). Va pujar al tron després de la mort de son oncle Ildibad i d'haver orquestrat l'assassinat de l'hereu d'aquest, el seu cosí Eraric.
Nascut a Treviso, el seu nom de guerra «Tòtila» ha estat transmès per l'historiador Procopi, tot i que a través de les monedes que va fer emetre se sap que el seu nom real era Baduila (ço és: Bàdwila). Era nebot del rei Ildibad, succeït al seu torn per Eraric. Els capitosts Gots, però, no estaven gens contents amb el nou rei, de qui desconfiaven, així que van oferir la corona a Tòtila. Aquest va acceptar-la, donant llum verda a l'assassinat del rei i ocupant el tron. Ambdós historiadors Procopi i Jordanes el consideraren, doncs, un usurpador.

## Guerra gòtica
Tòtila va dedicar tots els seus esforços a la restauració del Regne Ostrogot d'Itàlia, perquè quan es va convertir en rei, els Ostrogots ja gairebé havien perdut la guerra contra l'Imperi Romà d'Orient pel control de la península Itàlica. Tòtila va reunir tots els seus homes sota el seu lideratge i va poder rebutjar amb èxit un atac dels romans d'Orient a Verona l'any 541. Un any més tard, atacava i derrotava l'exèrcit romà d'Orient a la batalla de Favència. Tòtila tenia per política tractar bé als vençuts i sovint aquests passaren a engrossir les seves files. Així, amb un exèrcit cada cop més gran, Tòtila va decidir deixar enrere la Tuscània i Itàlia central, massa ben defensada, i passar al sud de la península on va capturar Benevent i les províncies de Lucània, Calàbria i Pulla, rebent a partir d'aquell moment tots els impostos que abans eren de l'Imperi.
La seva tàctica consistia a controlar el camp i aïllar l'enemic en les ciutats i ports, per d'aquesta manera anar esclafant les bosses de resistència. Així es va anar establint en el sud de la península, mentre les tropes imperials, amb dificultats per rebre el seu sou, es dedicaven al pillatge del centre d'Itàlia. Finalment, Tòtila es va preparar per posar setge a la ciutat de Roma, si bé primerament va intentar la rendició de la ciutat negociant amb el Senat. La seva oferta, però, fou rebutjada, i tots els sacerdots arrians foren expulsats sota sospita de col·laboració.
El 545, Tòtila prenia posicions al voltant de Roma, alhora que es preparava per aturar a Belisari i els seus moviments per alliberar la ciutat. El Papa Vigili I va fugir cap a Siracusa, des d'on va enviar una petita flota de naus carregades de gra cap a Roma, però les naus de Tòtila les interceptaren en la boca del Tíber. Les naus de Belisari, que també intentaren arribar a Roma navegant pel Tíber, arribaren massa tard, ja que vençuda per la fam, la ciutat havia ja obert les portes als Gots.
Els homes de Tòtila saquejaren la ciutat, però les muralles i fortificacions foren aviat reparades quan els Gots marxaren cap a la Pulla i Belisari va poder finalment entrar a la ciutat. Així, el segon cop que Tòtila va atacar Roma, fou derrotat pel general romà d'Orient. Els Ostrogots llavors capturaren un gran nombre de ciutats, com Perusa, mentre Belisari restava tancat rere les muralles de Roma i rebia ordres de l'emperador d'abandonar Itàlia. Amb Belisari fora de la península, Tòtila atacava Roma per tercera vegada, capturant-la gràcies a la traïció d'alguns famosos defensors.
Després va conquerir Sicília, Còrsega i Sardenya, i part de la seva flota també atacava les costes de Grècia. Però en aquells temps l'emperador Justinià I es va decidir a organitzar una darrera campanya que posés fi a la guerra. Narses, veterà dels primers anys del conflicte, desembarcà a Itàlia amb un gran exèrcit i va derrotar completament Tòtila en la batalla de Tagines el juliol del 552. Tòtila va morir durant la batalla o immediatament després. El seu successor, Teia, també cauria poc després davant Narses a la batalla del Mont Lactari, finalitzant la guerra i el Regne Ostrogot d'Itàlia.